# لون عالي

تكون العين البشرية حساسة بشكل أكبر للضوء الأخضر. من الممكن ملاحظة الفواصل بين تدرجات اللون الأخضر منها في اللون الأحمر، وتكون شبه مستحيلة التمييز في اللون الأزرق.

اللون العالي هي طريقة لتخزين معلومات الصور في ذاكرة الحاسب أو في ملف الصورة بحيث أن كل بكسل يمثل باستخدام زوج من البايتات أو 16 بت.
يسمح هذا النظام بتمثيل 65.536 لون مختلف عند استخدام 16 بت في تمثيله.